# Roermond
Roermond ( udtale ?; Limburgsk: Remunj) er en kommune og en by, beliggende i den sydlige provins Limburg i Nederlandene. Kommunens areal er på 74,19 km², og indbyggertallet er på 57.153 pr. 1. april 2016.

## Kernerne
Roermond Kommunen består af følgende landsbyer og bebyggelser.
- Assel
- De Boekoêl (Boukoul)
- De Kemp
- Herte (Herten)
- Neel (Maasniel)
- Azeraoj (Asenray)
- Leeve (Leeuwe)
- Maerem (Merum)
- Oeal (Ool)
- Zjwame (Swalmen)

## Notable indbyggere
- Johannes Murmellius (ca 1480–1517), humanist
- Pierre Cuypers (1827–1921), arkitekt
- Henry Luyten (1859–1945), maler
- Louis Raemaekers (1869–1956), maler
- Charles Ruijs de Beerenbrouck (1873–1936), Statsminister af Nederlandene
- Louis Beel (1902–1977), Statsminister af Nederlandene
- Jo Cals (1914–1971), Statsminister af Nederlandene
- Marleen Gorris (født 1948), filminstruktør
- Han Gootzen (født 1958), bordtennis spiller, vandt herredouble ved statsborgere i 1979 og 1980
- Cor Lambregts (født 1958), Sporter der udmærkede sig fra 1500 meter gennem maraton og cross country; mange nationale titler; olympian i 1984
- Anna Wood (født 1966), kayaker
- Rogier Wassen (født 1976), tennisspiller
- Harrie Gommans (født 1983), fodboldspiller
- Rico Vonck (født 1987), dartspiller
- Stefanie Joosten (født 1988) skuespiller og model

## Galleri
- Statue i Roermond
- Roermond Münsterkirke
- Münsterkirke
- Minderbroederskerk
- Minderbroederskerk
- St. Christophorus katedralen
- Roer og St. Christophorus katedralen
- Tårn ved katedralen
- Roermond market
- Roermond market (1793)